# Старково (Старицький район)
Старково (рос. Старково) — присілок в Старицькому районі Тверської області Російської Федерації.
Населення становить 13 осіб. Входить до складу муніципального утворення сільське поселення Паньково.

## Історія
Від 2005 року входить до складу муніципального утворення сільське поселення Паньково. Раніше населений пункт належав до Коньковського сільського округу.

## Населення
| 2008 | 2010 |
| ---- | ---- |
| 15   | ↘13  |